# Vanzone con San Carlo
Vanzone con San Carlo är en ort och kommun i provinsen Verbano Cusio Ossola i regionen Piemonte i Italien. Kommunen hade 382 invånare (2018).